# Дубінін Федір Іванович
Федір Іванович Дубінін (нар. 1904 — розстріляний 1 вересня 1937, Київ) — радянський комсомольський діяч, 1-й секретар Вінницького та Київського обласних комітетів ЛКСМУ, секретар Київського міського комітету КП(б)У. Член Ревізійної Комісії КП(б)У в червні — серпні 1937 р.

## Біографія
Член ВКП(б) з 1927 року.
Перебував на відповідальній комсомольській роботі. Обирався членом ЦК ЛКСМ України та ЦК ВЛКСМ.
У 1932—1934 роках — 1-й секретар Чернігівського обласного комітету комсомолу (ЛКСМУ).
У 1934—1935 роках — 1-й секретар Вінницького обласного комітету комсомолу (ЛКСМУ).
У травні 1935—1937 роках — 1-й секретар Київського обласного комітету комсомолу (ЛКСМУ).
До липня 1937 року — секретар Київського міського комітету КП(б)У.
18 липня 1937 року заарештований органами НКВС. 25 серпня 1937 року засуджений до вищої міри покарання, розстріляний. Посмертно реабілітований 18 липня 1956 року.